# TSS Michelangelo
Michelangelo – włoski turbinowy statek pasażerski armatora "Società di Navigazione Italia" zbudowany w roku 1965 przez stocznię Ansaldo S.A. z Genui i wprowadzony na linię genueńsko-nowojorską (jednostką bliźniaczą był TSS Rafaello). Podczas rejsów próbnych statek osiągnął prędkość 29 węzłów. Koncepcja konstrukcyjna ostatniej pary włoskich liniowców była kontynuacją nowej architektury okrętowej tzw. "szkoły włoskiej" w znacznym stopniu znowelizowanej. Statek dysponował 11 pokładami i nowoczesnym podziałem wodoszczelnym (16 grodzi). Z powodu wielu pożarów na statkach pasażerskich Włosi zadbali o bezpieczeństwo przeciwpożarowe stosując podział pionowy wnętrza statku grodziami ognioodpornymi. W sposób szczególny zadbano o szyby wind, klatki schodowe i hole, przez które w wielu poprzednich przypadkach ogień szerzył się na przyległe pomieszczenia.
W celu zmniejszenia kołysania zastosowano system stabilizatorów systemu "Denny-Brown" podzielony na dwie pary. Zainstalowano też centralę telefoniczną na 800 numerów. Na pokładzie znajdowała się rozgłośnia radiowa (nadająca trzy programy), studio telewizyjne i sala kinowa na 500 miejsc. Liczba zamontowanych lamp i świetlówek osiągnęła prawie liczbę 29 tysięcy. W celu lepszego odprowadzania spalin oba kominy zostały nakryte okrągłymi pokrywami o powierzchni około 160 m².
Ze względu na rosnącą konkurencję lotniczą żegluga liniowa została wstrzymana, a "Michelangelo" wspólnie z "Rafaello" w 1975 zostały wycofane z linii i zostały sprzedane do Iranu jako bazy-hotele irańskiej marynarki wojennej w porcie Bandar Abbas. W roku 1991 statek został sprzedany na złom i zezłomowany w Pakistanie.